# Antoni Kamieński (malarz)

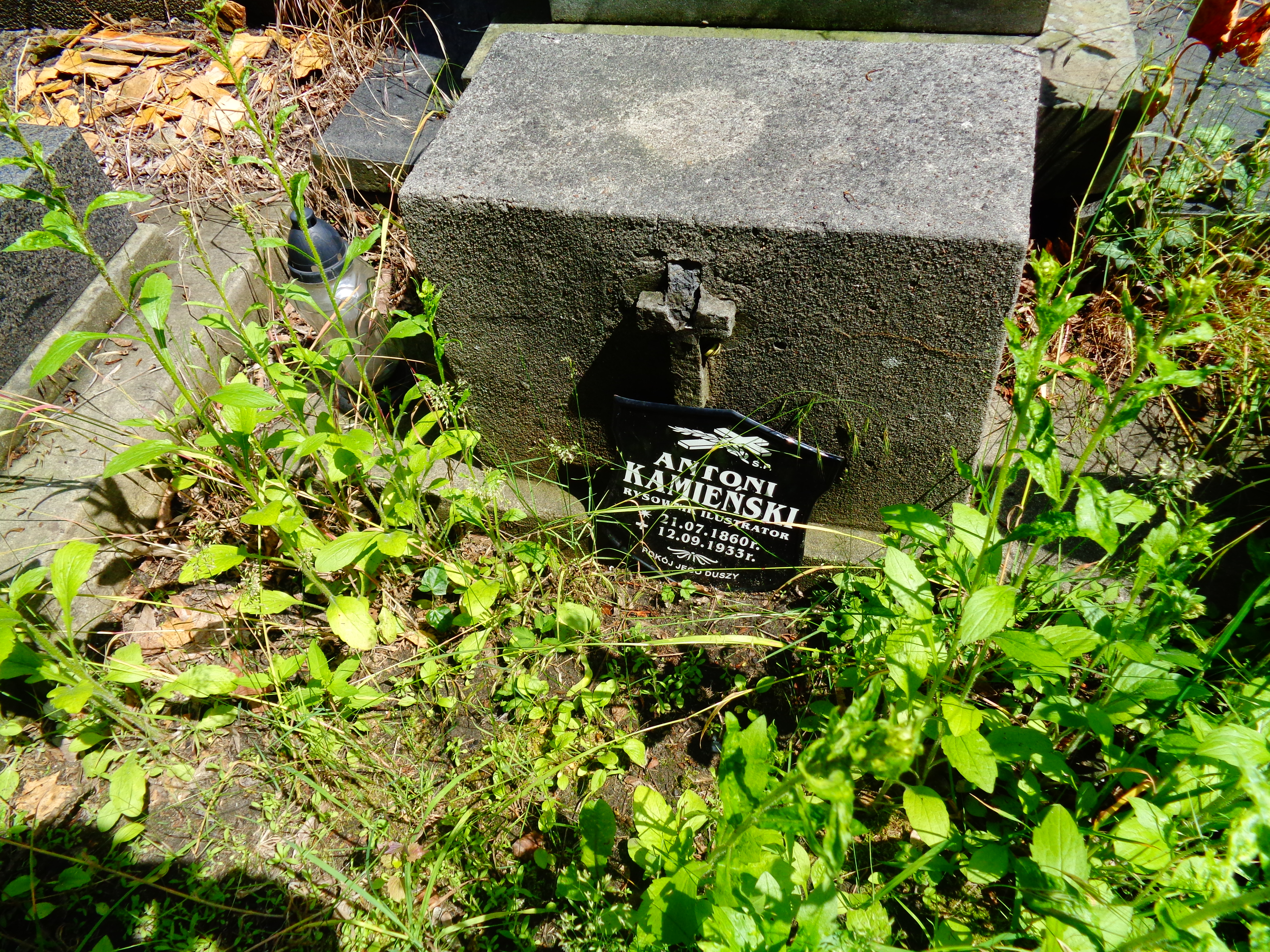
Grób Antoniego Kamieńskiego na cmentarzu Powązkowskim (2020)

Antoni Kamieński (ur. 21 lipca 1860 w Wilnie, zm. 12 września 1933 w Warszawie) – polski 
rysownik, grafik, malarz; współpracował m.in. z „Tygodnikiem Illustrowanym”.

## Życiorys
Pochodził z rodziny ziemiańskiej. Rodzice namawiali go do pozostania na gospodarstwie w Jaryłówce. Rozpoczął jednak studia malarskie w roku 1881 w Cesarskiej Akademii Sztuk Pięknych w Petersburgu u B.P. Willewaldego. W 1890 musiał czasowo powrócić do Jaryłówki, by ratować podupadającą gospodarkę. Od roku 1891 kontynuował studia w Paryżu w Académie Julian u Antonina Mercié oraz prywatnie u William-Adolphe Bouguereau, Jean-Joseph Benjamin-Constanta i Jean-Paul Laurensa.
Dostarczał do angielskich i francuskich czasopism rysunki o tematyce rosyjskiej. 
W latach 1894–1912 współpracował z Tygodnikiem Ilustrowanym. Silnie interesował się zagadnieniami rewolucyjnymi, o czym świadczy m.in. teka Duch – rewolucjonista.
Okres I wojny światowej spędził w Szwajcarii, powrócił do Polski 1919 z Armią generała Hallera. Był zaprzyjaźniony z Władysławem Podkowińskim. Po roku 1900 zajął się grafiką w technice akwaforty.
Pochowany na Powązkach w Warszawie (kwatera 119-6-2).